# Pestrna

Pestrna je povest pisatelja Franceta Bevka.
Prvič je izšla med obema svetovnima vojnama, leta 1939.

## Vsebina povesti
Živela je revna družina Grivarjevih (mama, sin Petrč in hči Nežka). Ker pri hiši ni bilo dovolj hrane, je oče odšel na delo v tujino, ostali otroci pa po svetu. Mati je odhajala na dnino, hčer Nežko pa puščala doma samo in osamljeno. Večkrat jo je našla objokano, zato ji je nekega dne obljubila, da ji naredi punčko, če bo pridna in ne bo nič več žalostna. Ker je Nežka obljubo izpolnila, je dobila svojo prvo punčko, ki jo je poimenovala Pikapolonica. Z njo se je skoraj ves čas igrala in bila presrečna, ker jo je imela. Njeno brezskrbno življenje je kmalu prekinila Mejačevka, ki je prišla prosit, naj pride Nežka k njim za pestrno (varuško) male Maričke. Tako je morala Nežka zapustiti svojo mater in brata ter oditi od doma k Mejačevim. Življenje pri Mejačevih pa še zdaleč ni bilo takšno, kot ji je bilo obljubljeno. Mejač ji sicer ni rekel žal besede, Mejačevka pa je postala sitna, zajedljiva in zahtevna. Nežkina naloga ni bila samo varovanje Maričke, ampak so od nje zahtevali, naj opravi vsakršna dela. Nežka se je takšnemu načinu življenja težko privadila. Ni ji bilo lahko. Na primer, ko naj bi morala paziti na malo Maričko, je šla iskat svojo izgubljeno punčko in pustila Maričko samo. V tem se je domov vrnila Mejačevka in našla ubogo malo Maričko vso premočeno in premraženo. Bila je zelo huda na Nežko in jo za kazen našeškala. Nežka je bila zelo žalostna in prizadeta, ker se ji je zdelo, da jo je ponovno zadela krivica, pa tudi zato, ker je tokrat prvič v življenju doživela, da jo je kdo pretepel. Njeno stisko je opazil tudi hlapec Tinče, ki je bil povzročil nastalo situacijo, ko ji je vzel punčko in jo skril, saj je Nežki rad ponagajal. Da bi se ji oddolžil, ji je predlagal, naj pobegne domov in ji pri tem tudi pomagal. Po prihodu domov je Nežka hudo zbolela. S tujine se je vrnil oče, obiskali so jo tudi vsi bratje in sestre, pa tudi hlapec Tinče. Pričakovali so najhujše, a na srečo je Nežka okrevala. Dobila je voljo do življenja in njeno srce je znova zahrepenelo po svetu in novih izzivih.

## Izdaje knjig Franceta Bevka
1. Bevk, France: Grivarjevi otroci, Pastirci, Pestrna. Ljubljana: Mladinska knjiga, 1987; Ilustrator: Martina Šircelj
2. Bevk, France: Pestrna. Ljubljana: Mladinska knjiga, 1977, 4. ponatis; Ilustrator: France Mihelič
3. Bevk, France: Pestrna. Ljubljana: Mladinska knjiga, 1965; Ilustrator: France Mihelič
4. Bevk, France: Izbrana mladinska beseda. Ljubljana: Mladinska knjiga, 1984
5. Bevk, France: Pestrna. Ljubljana: Mladinska knjiga, 1980, 4. natis; Ilustrator: France Mihelič
6. Bevk, France: Lukec in njegov škorec, Pestrna. Ljubljana: Mladinska knjiga, 1982, 2. ponatis; Ilustrator: Ančka Gošnik-Godec
7. Bevk, France: Pestrna. Ljubljana: Mladinska knjiga, 1971, 2. ponatis; Ilustrator: France Mihelič
8. Bevk, France: Lukec in njegov škorec, Pestrna. Ljubljana: Mladinska knjiga, 1992; Ilustrator: Ančka Gošnik-Godec
9. Bevk, France: Tatič, Pestrna. Ljubljana: Mladinska knjiga, 1995; Ilustrator: [Nikolaj [Omersa]]
10. Bevk, France: Lukec in njegov škorec, Pestrna, Tatič. Ljubljana: Mladinska knjiga, 2000; Ilustrator: Ančka Gošnik-Godec